# ميخائيل مورافيوف
ميخائيل مورافيوف (بالروسية: Муравьёв, Михаил Геннадьевич)‏ هو لاعب كرة قدم روسي في مركز الهجوم، ولد في 6 أكتوبر 1965. لعب مع ألانيا وشينيك ياروسلافل ونادي فوستوك.